# Brunswick (Maine)
Brunswick település az Amerikai Egyesült Államok Maine államában, Cumberland megyében. Lakosainak száma 21 756 fő (2020. április 1.).

## Közlekedés
A települést érinti az Amtrak egyik távolsági vasúti járata is, a Downeaster.

## Népesség
A település népességének változása:

| 2010 | 20 278 |
| 2020 | 21 756 |